# Грачевка (приток Кутулука)
Грачевка — река в России, протекает по территории Самарской области. Устье реки находится в 8,9 километра от устья по левому берегу реки Кутулук (около села Большая Малышевка). Общая протяжённость реки — 18 километров. Левый приток — река Язевка.

## Данные водного реестра
По данным государственного водного реестра России относится к Нижневолжскому бассейновому округу, водохозяйственный участок реки — Большой Кинель от истока и до устья, без реки Кутулук от истока до Кутулукского гидроузла. Речной бассейн реки — Волга от верхнего Куйбышевского водохранилища до впадения в Каспий.
Код объекта в государственном водном реестре — 11010000812112100008524.